# Барабинский хомячок
Барабинский хомячок (лат. Cricetulus barabensis) — грызун из рода серых хомячков.

## Распространение
Распространён от лесостепи до полупустынь на юге Западной Сибири, Тувы, Забайкалья, Монголии, северо-восточного Китая, Приморье (Россия) и Кореи. В Монголии найдены на всей территории страны, за исключением крайних западных и юго-западных районов. Барабинский хомячок не живёт в Долине озёр или на северной окрайне пустыни Гоби, где обитает хомячок Соколова. Обычно он занимает степные и полупустынные местообитания, хотя он приспосабливается к изменениям условий проживания и нередко находится на сельскохозяйственных угодьях. Иногда встречаются в домах.

## Образ жизни
Занимает простую систему нор с 2—3 входами; круглое отверстие имеет диаметр 2—3 см. Нора проходит до 1 м в длину на глубине 10—50 см, и имеет 4—5 ячеек для гнезда и хранения продуктов питания. Гнёзда покрыты травой. Каждую нору занимают около 4—5 животных (максимум восемь). Наибольшая активность в первой половине ночи. Диета состоит из зерновых и зернобобовых культур. Зимняя спячка в феврале-марте. Пик воспроизводства в марте и апреле, и ещё раз осенью. Могут рожать 2—5 раз в год, приплоды большие (1—10 детёнышей, в среднем 6—7).

## Подвиды
Выделено 4 подвида:
1. С. b. barabensis Pallas, 1773. Окраска верха темнее, чем у других подвидов, имеется отчётливо выделенная чёрная спинная полоса. Распространение: западносибирская часть ареала.
2. С. b. tuvinicus Iskhakova, 1974 (nomen nudum). Окраска верха светлее и серее, чем у номинативного. Распространение: Алтай, Зап. Саян; Северная Монголия.
3. С. b. ferrugineus Argiropulo, 1941. Темноокрашенный, со значительной примесью ржавых тонов в окраске верха. Распространение: южное Приморье; п-ов Корея.
4. С. b. fumatus Thomas, 1909. Окраска верха темнее и краснее, чем у приморского подвида. Распространение: Амурская область, южная часть Еврейской АО; Северо-Восточный Китай